# NGC 541
NGC 541 je galaksija u zviježđu Kit.

## Vanjske poveznice
- SEDS: NGC 0541